# Fernando Llorente
Fernando Javier Llorente Torres (Pamplona, 26 de fevereiro de 1985) é um ex-futebolista espanhol que atuava como centroavante.

## Carreira

### Início
Apesar de ter nascido em Pamplona, Llorente viveu a maior parte de sua infância no município de Rincón de Soto em La Rioja. Em 1996, aos onze anos, ele passou a integrar o elenco das categorias de base do Athletic Bilbao.

### Athletic Bilbao
Passou várias temporadas em diversas categorias do clube, mudando-se em 2003 para o Basconia, da Tercera División. Após 12 gols em 33 jogos atuando pelo clube, ele foi promovido ao Bilbao Athletic, o time reserva do Athletic.
No segundo time do Athletic Bilbao fez dezesseis partidas e marcou quatro gols, e na primeira metade da temporada Llorente foi premiado com uma extensão de contrato até 30 de junho de 2008. No dia 16 de janeiro de 2005 ele fez sua estreia pelo time principal, e pela La Liga, em uma partida contra o Espanyol que terminou em 1 a 1. Três dias depois, em uma partida da Copa do Rei, ele marcou seu primeiro hat-trick na vitória por 6 a 0 contra o Lanzarote.
Ao início da temporada 2005–06, seu número 32 foi trocado, e ele passou a ser o camisa 9 da equipe. No primeiro jogo, um clássico basco contra o Real Sociedad, ele marcou um gol na vitória por 3 a 0 de sua equipe. Ao longo da temporada, Llorente encontrou dificuldades em marcar gols, o que pode ser parcialmente atribuído a uma série de lesões, que incluem um estiramento no joelho, gastroenterites e lesões musculares. Ao fim da temporada havia marcado apenas quatro gols, dois pela liga e os outros em uma partida pela copa contra o L'Hospitalet.
No dia 13 de julho de 2006, Llorente renovou seu contrato com o Athletic até junho de 2011, que incluía uma cláusula entre 30 a 50 milhões de euros. Ele começou a temporada como reserva. Sem jogar, o técnico Félix Sarriugarte deu uma chance a Llorente. Ele disputou 23 partidas e marcou dois gols; um de seus tentos foi contra o Valencia, em um empate por 1 a 1.
Em preparação para a temporada 2007–08, Llorente marcou seis gols em jogos da pré-temporada, e outro contra a Numancia no Caja Duero Trophy. Suas atuações o levaram a tornar-se titular no Athletic, terminando a temporada com onze gols. Seu desempenho incluiu quatro gols em dois jogos contra o Valencia, ambas vitórias impressionantes, e gols contra Barcelona, Villarreal e Atlético de Madrid.
Antes de 2008–09, Llorente estava confiante que faria uma temporada de sucesso.
| “ | Eu sei que eu sou capaz de marcar gols e ter um bom ano e eu quero começar esse termo da mesma forma que terminei o último. | ” |

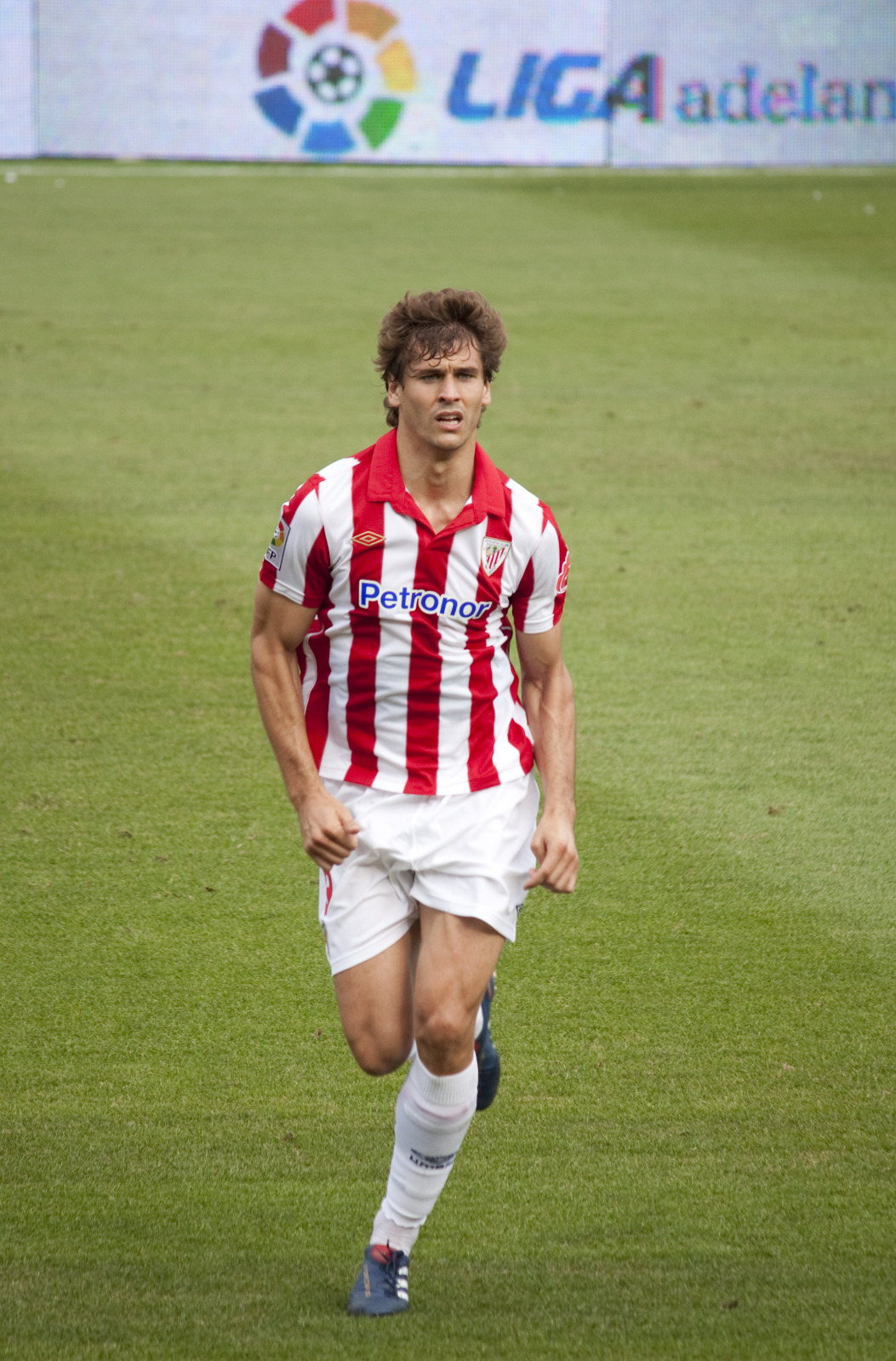
Llorente em agosto de 2010, numa partida contra o Hércules

Apesar do início modesto da equipe na temporada, ele marcou 14 gols e ajudou a sua equipe chegar na final da Copa do Rei contra o Barcelona.
Na temporada 2009–10, Llorente voltou a ser o artilheiro do clube, ele fez oito gols na Liga Europa da UEFA e 14 gols na La Liga, terminando a temporada com sua equipe em 8ª lugar.
No dia 28 de agosto de 2010, Llorente marcou seu primeiro gol na temporada 2010–11, em uma vitória por 1 a 0 sobre o Hércules. Continuou bem e terminou a temporada com 19 gols.

### Juventus
Depois de muitas especulações, no dia 24 de janeiro de 2013 a Juventus confirmou em uma nota, no seu site oficial, a contratação do atacante basco. O espanhol assinou contrato de quatro anos com a equipe de Turim, que não desembolsou nada no acordo. Llorente deixou o Athletic Bilbao depois de 17 anos de clube, e desde 2004 no time profissional, disputou 327 partidas e marcou 111 gols pela equipe basca.

### Napoli
Foi anunciado como reforço do Napoli no dia 2 de setembro de 2019. O atacante chegou a custo zero, pois estava livre de contrato depois que deixou o Tottenham. Ele assinou por duas temporadas.
Marcou seu primeiro gol pelo clube no dia 17 de setembro. Pela Liga dos Campeões da UEFA, o Napoli enfrentou o Liverpool (então atual campeão da competição) no Estádio San Paolo e não tomou conhecimento dos Reds, vencendo por 2 a 0. O atacante Dries Mertens abriu o placar, de pênalti, e Llorente ampliou aproveitando falha do zagueiro Virgil van Dijk. Cinco dias depois, em seu primeiro jogo contra o titular, Llorente marcou duas vezes na goleada contra o Lecce pela Serie A.

### Udinese e Eibar
Após uma passagem sem sucesso pela Udinese, onde atuou em 14 partidas e marcou apenas um gol, Llorente foi anunciado pelo Eibar no dia 28 de outubro de 2021. Aos 36 anos, o centroavante chegou com a missão de ajudar o clube no retorno à Primeira Divisão.

### Aposentadoria
No dia 15 de maio de 2023, Llorente anunciou sua aposentadoria do futebol.

## Seleção Nacional

### Início
Llorente representou a Espanha em todas as categorias de base, tendo atuado pelas Seleções Sub-17, Sub-20 e Sub-21. O atacante recebeu sua primeira convocação para a Seleção Espanhola principal no dia 14 de novembro de 2008, sendo chamado pelo treinador Vicente del Bosque para um amistoso contra o Chile. Marcou seu primeiro gol pela Roja no dia 11 de fevereiro de 2009, numa vitória por 2 a 0 contra a Inglaterra. Vivendo grande fase pelo Athletic Bilbao, pela qual marcou 14 gols na temporada 2008–09, Llorente foi um dos 23 convocados por del Bosque para a Copa das Confederações de 2009. O centroavante atuou em apenas uma partida na competição, no dia 20 de junho, onde saiu do banco de reservas e marcou o segundo gol da vitória por 2 a 0 contra a anfitriã África do Sul.

### Copa do Mundo de 2010
Um ano depois, Llorente esteve na lista de convocados para a Copa do Mundo FIFA de 2010, também realizada na África do Sul. Reserva de David Villa durante toda a competição, atuou em apenas um jogo, na vitória por 1 a 0 sobre Portugal nas oitavas de final. Ao final do torneio, sagrou-se campeão mundial com a Seleção Espanhola.

### Euro 2012
Na Euro 2012, novamente como reserva, sagrou-se campeão da competição após a Espanha golear a Itália por 4 a 0 na final.

## Títulos
Juventus
- Supercopa da Itália: 2013 e 2015
- Serie A: 2013–14, 2014–15 e 2015–16
- Copa da Itália: 2014–15

Sevilla
- Liga Europa da UEFA: 2015–16

Napoli
- Copa da Itália: 2019–20

Seleção Espanhola
- Taça Meridional da UEFA/CAF: 2003
- Copa do Mundo FIFA: 2010
- Eurocopa: 2012